# براشيرهافيس روسويثا
براشيرهافيس روسويثا (الاسم العلمي: Brachyrhaphis roswithae) هو نوع، في جنس Brachyrhaphis ‏.